# Eliza Osgood Vanderbilt
Eliza Osgood Vanderbilt Webb (New York, 20 settembre 1860 – Shelburne, 10 luglio 1936) è stata una filantropa statunitense.

## Biografia
Era la figlia più giovane e settimo figlio di William Henry Vanderbilt, e di sua moglie, Maria Louisa Kissam. Suo nonno era Cornelius Vanderbilt. Ha frequentato la Miss Porter's School a Farmington.

## Matrimonio
Sposò, il 20 dicembre 1881 a St. Bartholomew's Church, il dottor William Seward Webb (1851-1926), figlio di James Watson Webb. William era un medico e dirigente della ferrovia che in seguito divenne membro della Camera dei rappresentanti del Vermont e fu fondatore e presidente dei Figli della Rivoluzione Americana. Ebbero quattro figli:
- Frederica Vanderbilt Webb (1882–1949), che sposò Ralph Pulitzer;
- James Watson Webb, Sr. (1884–1960), sposò Electra Havemeyer;
- William Seward Webb, Jr. (1887–1956), sposò Gertrude Emily Gaynor;
- Vanderbilt Webb (1891–1956)[1], sposò Aileen Osborn.

Con il suo $ 10 milioni ricevuti in eredità, comprò e sviluppò Shelburne Farms a Shelburne, nel 1899. Nel 1909 Shelburne Farms, ospitò il presidente William Howard Taft.
Nel 1923, fece costruire una casa sulla Dunbar Road a Palm Beach, in Florida. In seguito, fece costruire un'altra casa a Gulf Stream, in Florida.
Era un'appassionata del golf, giardinaggio, viaggi e lettura. È stata una delle prime donne dell'Everglades Club.